# Чини, Галилео
Галилео Андреа Мария Кини (итал. Galileo Andrea Maria Chini; 2 декабря 1873, Флоренция — 23 августа 1956, Флоренция) — итальянский художник: декоратор, рисовальщик, живописец, график и художник-керамист. Выдающийся мастер «стиля либерти» — итальянского модерна.

## Биография
Галилео Чини родился во Флоренции в семье Элио, портного и флюгельгорниста (трубача-любителя), и Аристеи Бастиани. Его дед, Пьетро Алессио Чини (1800—1887) — художник- декоратор, провел свою жизнь в Борго-Сан-Лоренцо (Тоскана). Экономическое положение семьи, довольно скромное, не позволяло Галилео регулярно учиться. Осиротевший отцом в возрасте восьми лет он поступил в художественную школу Санта-Кроче (Святого Креста) во Флоренции на курс декораторов, но вынужден был прервать учёбу в третьем классе. Начинал работать на заводе химических продуктов Pegna, затем был принят подмастерьем декоратора в реставрационной фирме своего дяди по отцовской линии Дарио Чини (1847—1897). Оставался подмастерьем до 1895 года, посещая также мастерские Амедео Буонтемпо и Аугусто Бурки, художников, работавших в те годы во Флоренции.
С 1895 по 1897 год он время от времени посещал Свободную школу рисования обнажённой натуры при Академии изящных искусств во Флоренции, не получив диплома, всегда считал самоучкой. В этот же период он познакомился с молодой Эльвирой Пешетти, которая стала его женой.
В 1896 году во Флоренции вместе с Джованни Ваннуцци, Джованни Монтелатичи, Витторио Джунти, Винченцо Джустиниани и Джузеппе Гатти Казацца он основал фабрику «Искусство керамики» (Arte della Ceramica). В 1897 году муниципалитет Сан-Миниато поручил его дяде Дарио Чини восстановить фрески в «Зале Городского совета» (Consiglio Comunale). В связи со смертью Дарио Чини заказ перешёл к Галилею, который закончил работу к ноябрю 1898 года. Впоследствии он восстанавливал многие другие старинные фрески в разных городах Италии.
За свои работы в керамике Чини получал премии на международных выставках в Брюсселе, Санкт-Петербурге и Сент-Луисе, но в 1904 году он покинул фабрику «Искусство керамики» и два года спустя основал в Барберино-ди-Муджелло близ Флоренции компанию «Печи Сан-Лоренцо» (Fornaci di San Lorenzo), которая производила печные изразцы, керамическую посуду и витражи, а также предметы оформления интерьера и мебели, украшенных керамической плиткой и стеклом.
Чини также создал один из шедевров оформления интерьеров итальянского модерна: Зал Бибита (Sala Bibita), также известный как «Маленький грот Чини» (Grottino Chini), внутри «Терме Альте», фабрики в Порретта Терме (Эмилия-Романья). Он также работал в Милане, где сохранились мозаики его работы.
В 1907 году Галилео Чини участвовал в Венецианской биеннале. С 1908 по 1911 год он возглавлял курс декоративного искусства в Академии изящных искусств в Риме. В этот же период он начал свое первое сотрудничество в качестве театрального сценографа.
В 1911—1913 годах Чини работал в королевстве Сиам (ныне Таиланд) по оформлению нового Тронного зала Ананда Самакхом в Бангкоке. В Италию он привёз серию живописных работ, которую он показал в 1914 году на выставке римского сецессиона.
В 1915 году преподавал курс декоративного искусства во флорентийской Академии. В последующие годы он расписал фресками Палаццо Комунале в Монтекатини-Терме и интерьеры Торговой палаты Флоренции. В качестве театрального художника он оформил постановку оперы Джакомо Пуччини «Джанни Скикки», а позднее — мировой премьеры оперы «Турандот» в 1926 году в Милане. Он также создал декорации для премьеры оперы Умберто Джордано «Ужин с шутками» (Милан, 1924) и оперы по одноимённой пьесе Сема Бенелли.
В 1921 году участвовал в Первой римской биеннале, в 1924 и 1930 годах снова на Венецианской биеннале. В 1925 году Галилео отказался от должности художественного руководителя керамической фабрики «Fornaci San Lorenzo», которую с 1925 по 1943 год будет занимать Тито Чини, сын его двоюродного брата.
Чини отвечал за оформление капеллы Брандини в Кастельфьорентино, церкви Сан-Франческо-де-Ферри в Пизе. В 1927 году он получил кафедру живописи в Королевской школе архитектуры во Флоренции. В 1938 году оставил преподавание по возрасту и работал всё меньше из-за серьёзных проблем со зрением, которые в конце концов привели его к слепоте.
В 1951 году его работы были показаны на Международной выставке сакрального искусства в Риме, а в следующем году Флоренция посвятила ему ретроспективную выставку. Галилео Чини умер 23 августа 1956 года в своей домашней студии на улице Виа дель Гирландайо, 52 во Флоренции. Похоронен на монументальном кладбище Антеллы.
В последующие десятилетия произведения Галилео Чини особенно ценились узким кругом знатоков (одним из страстных коллекционеров его произведений был режиссер Лукино Висконти). Произведения художника отличает дух свободы и независимости, присущий новаторскому искусству итальянскому «стилю либерти». В 2006 году в Национальной галерее современного искусства в Риме проходила большая ретроспективная выставка произведений художника.

## Галерея
- Вестибюль терм Берциери[вд]. Панно «Осень» и «Весна». 1922
- Оформление источника термальной воды и панно с херувимами.
- Отделка фасада Отеля Ла Паче керамической плиткой. 1904